# Каровићи (Трново)
Каровићи су насељено мјесто у општини Трново, Федерација БиХ, Босна и Херцеговина.

## Становништво
|             | 2013.       | 1991.        | 1981.        | 1971.        |
| Укупно      | 32 (100,0%) | 84 (100,0%)  | 96 (100,0%)  | 96 (100,0%)  |
| Бошњаци     | 32 (100,0%) | 83 (98,81%)1 | 88 (91,67%)1 | 70 (72,92%)1 |
| Срби        | –           | 1 (1,190%)   | 6 (6,250%)   | 18 (18,75%)  |
| Југословени | –           | –            | 2 (2,083%)   | –            |
| Остали      | –           | –            | –            | 8 (8,333%)   |

1. 1 На пописима од 1971. до 1991. Бошњаци су пописивани углавном као Муслимани.